# Selbach
Selbach là một đô thị thuộc huyện Altenkirchen, trong bang Rheinland-Pfalz, phía tây nước Đức. Đô thị Selbach có diện tích 3,66 km², dân số thời điểm ngày 31 tháng 12 năm 2006 là 851 người.